# Axonolaimus schuurmansstekhoveni
Axonolaimus schuurmansstekhoveni is een rondwormensoort uit de familie van de Axonolaimidae. De wetenschappelijke naam van de soort is voor het eerst geldig gepubliceerd in 1935 door Allgén.